# Victoria Zdrok
Victoria Nika Zdrok (Oekraïens: Вікторія Ніка Здрок) (Kiev, 3 maart 1973), geboren als Victoria Nika Zelenetskaya (Oekraïens: Вікторія Ніка Зеленецька), is een Oekraïens model, actrice en schrijfster.
Zdrok werd geboren in Kiev in 1973. Ze behaalde een diploma in Klinische psychologie. In 1994 verscheen Zdrok in het tijdschrift Playboy als Playmate van de maand. In 2004 werd ze verkozen als Pet van de maand in het tijdschrift Penthouse. Ze heeft ook in een aantal pornofilms gespeeld. Zdrok schreef al verschillende boeken in haar vakgebied van klinische psychologie en meer bepaald over seks.
Zdrok is gehuwd en heeft een dochter.